# Unione Sportiva Triestina Hockey
L'Unione Sportiva Triestina Hockey fou un club d'hoquei sobre patins italià de la ciutat de Trieste, fundat el 1922 i dissolt el 1990. Fou, després del Hockey Novara, l'equip amb més campionats de lliga italians d'hoquei patins, essent el veritable dominador d'aquest esport a Itàlia la primera meitat i mitjans del segle xx.
L'any 1925 conquistà la seva primera Lliga italiana d'hoquei sobre patins, revalidant de forma consecutiva aquest títol els anys 1926, 1927, 1928 i 1929.
Posteriorment, del 1934 al 1942, seguí disputant el campionat italià, però sota la denominació de Dopolavoro Pubblico Impiego di Trieste, aconseguint 6 títols de lliga consecutius entre els anys 1937 i 1942, ratxa trencada per la no disputa del campionat a causa de la Segona Guerra Mundial els anys 1943 i 1944. L'any 1945, amb la represa de la competició, l'equip adopta novament la denominació Unione Sportiva Triestina Hockey, alçant-se novament amb el títol lliguer.
Aconseguí novament la lliga els anys 1952, 1954 i 1955, per posteriorment entre el 1962 i el 1964 aconseguir tres títols de lliga de forma consecutiva.
L'any 1967 guanyà la seva última lliga italiana fins al moment, la 19a en total. La temporada següent, la 1967/68 disputà la final de la Copa d'Europa, en la que va caure davant el Reus Deportiu. L'any 1976, amb el descens a la serie B, inicià el seu declivi.

## Palmarès
- 19 Lligues italianes: (1925, 1926, 1927, 1928, 1929, 1937, 1938, 1939, 1940, 1941, 1942, 1945, 1952, 1954, 1955, 1962, 1963, 1964 i 1967).